# Egra (ort i Indien)
Egra är en ort i Indien.   Den ligger i distriktet Purba Medinipur och delstaten Västbengalen, i den östra delen av landet, 1 300 km sydost om huvudstaden New Delhi. Egra ligger 9 meter över havet och antalet invånare är 32 832.
Terrängen runt Egra är mycket platt. Runt Egra är det tätbefolkat, med 849 invånare per kvadratkilometer. Det finns inga andra samhällen i närheten. Trakten runt Egra består till största delen av jordbruksmark.